# Blagodàrnoie
Blagodàrnoie - Благодарное (rus) - és un poble al krai de Krasnodar, a Rússia. És al Caucas Nord, al capdamunt del rierol Komova, afluent del riu Urup, a 12 km al nord-est d'Otràdnaia i a 211 km al sud-est de Krasnodar. Pertanyen a aquest poble els pobles de Voskressénskoie i Petróvskoie, els khútors de Kúbran i Txaikin, els possiolki de Svetli, Urupski i Iujni. El poble fou fundat el 1909 com el khútor Molokanski. El seu nom va canviar al de Blagodàrnoie (literalment, agraït), el 1914 en agraïment a la construcció de l'edifici de l'escola. El 1920 s'hi establí una comuna que es transformaria en el kolkhoz Kràsnoie Znàmia. El municipi fou ocupat durant la Segona Guerra Mundial per les tropes nazis l'estiu del 1942 i alliberat per l'Exèrcit Roig el 23 de gener del 1943.